# Cabagan

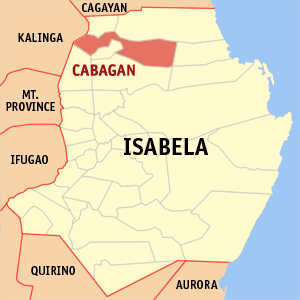
Cabagans läge i provinsen Isabela.

Cabagan är en kommun i provinsen Isabela, på den nordöstra delen av ön Luzon i Filippinerna. Befolkningen uppgick till 43 562 invånare vid folkräkningen 2007. Kommunen är indelad i 26 mindre distrikt, barangayer, varav 10 är klassificerade som urbana.